# Crinum humile
Crinum humile es una planta herbácea perteneciente a la familia de las amarilidáceas. Es originaria de África. 

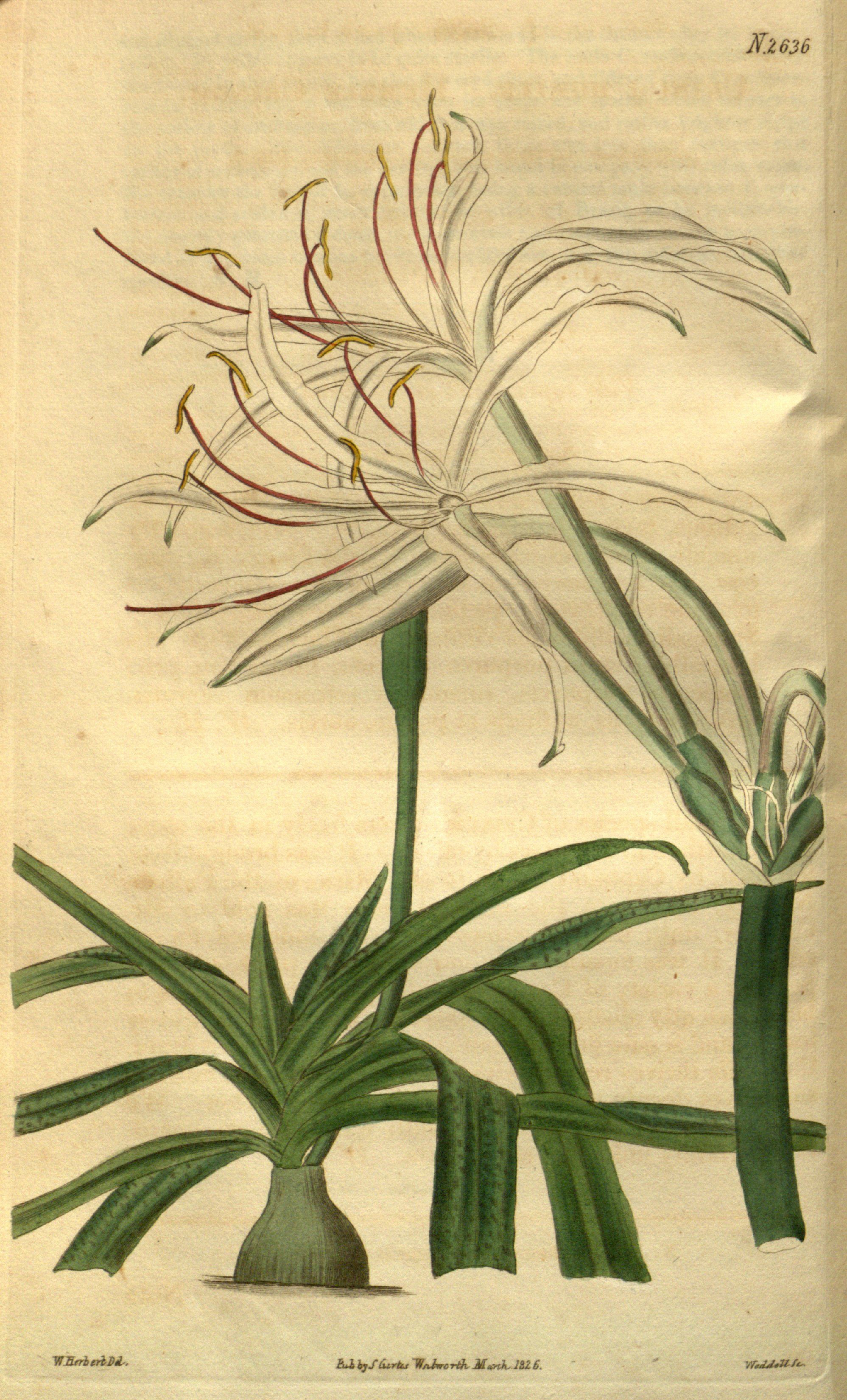
Ilustración

## Descripción
Es una planta herbácea con un bulbo pequeño y redondo con un cuello tubular, produce una flor solitaria, blanca con una franja media de color rosa. Se encuentra en la sabana en la roca fina que recubre el suelo en el oeste de África tropical, principalmente en Ghana.

## Taxonomía
Crinum humile fue descrita por el botánico, poeta, y clérigo inglés, William Herbert y publicado en  Botanical Magazine t. 2636, en el año 1826.
Etimología
Crinum: nombre genérico que deriva del griego: krinon = "un lirio".
humile: epíteto latino que significa "humilde".